# الحرب الفارسية التركية الثانية
بدأت الحرب الفارسية التركية الثانية في 606/607 مع غزو الكوكتورك والهياطلة للإمبراطورية الساسانية. انتهت الحرب في العام 608 بهزيمة  والهياطلة على يد الساسانيين تحت قيادة الجنرال الأرمني سمبات الرابع باغراتوني.

## السياق
في 606/607، غزا الهون البيض والكوشان شرق بلاد فارس مع جيش كبير، لكنهم هزموا في المعركة الأولى بالقرب من حصن طوس في خراسان بقوة 2000 أسوار (سلاح الفرسان الثقيلة النخبوي). وبعد أن خسروا هذه المعركة، طلب الأتراك الهياطلة تعزيزات من الخاقان. وفقًا لسيبيوس فقد ذكر إرسال 300 ألف جندي لتعزيز الجيش الغازي.
سرعان ما اجتاحت هذه القوة خراسان وحصن طوس مع مدافعيها الـ300 بقيادة الأمير داتويان. ومع ذلك، انسحب الأتراك بعد غاراتهم التي وصلت حتى أصفهان. أعاد سمبات بسرعة تنظيم القوات الفارسية الشرقية حيث سحق أخيرًا  والهياطلة مما أدى إلى مقتل زعيمهم في قتال يدوي.
وبعد وفاة زعيمهم، التي حطمت معنويات القوات، تراجع والهياطلة بطريقة غير منظمة، ثم طاردهم أسواران الذي هزمهم وقتل أكثرهم.